# Бруни, Александр Александрович
Александр Александрович Бруни (1860—1911) — русский архитектор из семьи Бруни, академик Императорской Академии художеств.

## Биография
Родился 13 (25) августа 1860 года в Санкт-Петербурге; сын академика архитектора Александра Константиновича Бруни и его жены Любови Павловны, урождённой Карякиной. В 1869 году, по семейной традиции, поступил в первый класс гимназии Карла Мая, однако в 1874 году, после окончания им четвёртого класса, отец, получивший незадолго до этого дворянство, перевёл сына во 2-ю Военную гимназию, которую тот и окончил в 1880 году. Воинскую повинность юноша отбывал в лейб-гвардии Финляндском полку, но военная служба его не увлекла. Он стал готовиться к профессии архитектора.
Учился в Императорской Академии художеств (1880—1883). В годы учёбы создал Проект памятника Александру II в Одессе (1883). В 1885 году за проект великокняжеского дворца получил звание классного художника 2-й степени с правом «производить постройки», а 1886 году за проект Гостиного двора для столичного города получил звание классного художника 1-й степени. . В том же 1886 году А. А. Бруни был определён чиновником в Главное управление почт и телеграфов.
В 1887 году он вступил в Петербургское общество архитекторов и начал помогать отцу в реставрационных работах. В 1890—1891 годах по поручению отца занимался переделкой и расширением церкви в Елисаветинской богадельне, принадлежавшей купцу Г. П. Елисееву. Исполнение работы понравилось братьям Елисеевым, и впоследствии они не раз обращались к Бруни с просьбами. В 1892 году Бруни изменил фасад дома А. Г. Елисеева, составил генеральный план дачи Елисеевых на Каменном острове.
В 1891 году А. А. Бруни был переведён в Петербургское дворцовое управление, где и прослужил до конца жизни, выполняя в основном роль архитектора—организатора. Он строил и перестраивал принадлежащие дворцовому ведомству здания на Шпалерной улице, в том числе курировал строительство архива Министерства Императорского двора. Служебные обязанности А. А. Бруни включали должность главного техника-смотрителя Таврического дворца, Мариинской и Александровской больниц. В 1907 году в Таврическом дворце, за ремонт и содержание которого отвечал Бруни, рухнул потолок зала заседаний Государственной думы. Это стало большим потрясением для архитектора, однако не сказалось на его карьере.
Службу удавалось совмещать с выполнением частных заказов; некоторые работы он исполнял совместно с отцом. В Петербурге по проектам Александра Александровича Бруни были построены или перестроены девять зданий.
В 1892 году получил звание академика архитектуры за программу «Проект барской каменной усадьбы в средней полосе России».
За «отличную усердную службу и особые труды» был награждён орденом Св. Станислава 3-й степени и орденом Св. Анны 3-й степени (1896).
Скончался от болезни сердца в санатории под Дрезденом 23 мая 1911 года. В соответствии с завещанием, был похоронен рядом со своими рано умершими детьми на кладбище Малой Вишеры, недалеко от которой находилось имение Бруни; могила утрачена.

## Семья
В 1887 году Александр Александрович женился на Анне Александровне Соколовой (1864—1948), дочери академика акварельной живописи Александра Петровича Соколова. В семье родилось пятеро детей (Мария, Николай, Анастасия, Лев и Михаил).
В 1898 году в семье Бруни от инфекции в течение полугода умерли трое из пяти детей, Мария, Анастасия и Михаил. Возможно, эта трагедия тоже сыграла определённую роль в том, что в 1900 году этот брак распался и супруги развелись. Вину за расторжение брака архитектор взял на себя, получив от Синода «вечный запрет» на вступление в новый брак.
В 1901 году, несмотря на «вечный запрет», А. А. Бруни вторично женился на дочери обрусевшего англичанина Нине Томпсон (1860—1941). В этом браке родились две дочери, Нина (скончавшаяся в юном возрасте) и Любовь. Смерть дочери стала новой трагедией для Бруни, и, несомненно, это сказалось на его здоровье.

## Проекты и постройки
Основные постройки: церковь в Сербии; родильный приют, здание Елизаветинской богадельни Елисеевых (1890—1891), здание типолитографии (1900) в Петербурге. Также решетка Таврического сада (1896), перекрытия зала заседаний Гордумы и Екатерининского зала в Таврическом дворце (Петербург, 1910, совместно с др.).
- Жилой флигель. 4-я линия, 45, двор. Перестройка и расширение. 1887—1888.
- Здание Мариинского родовспомогательного дома. Малый пр. П.С., 13. 1887—1889. Завершение. Автор-строитель И. В. Штром (Надстроено и расширено).
- Производственное здание акц.о-ва Северной ткацкой мануфактуры. Уральская ул., 17, двор. Расширение. 1894—1895.(Расширено).
- Решётка Таврического сада. Ул. Салтыкова-Щедрина — Потемкинская ул — Таврическая ул. 1896
- Доходный дом. Наб.канала Грибоедова, 31. Перестройка. 1897—1898.
- Доходный дом. Конногвардейский пер., 6. Перестройка. 1898.
- Здание архива Министерства Имп. двора. Шпалерная, 34, двор. Перестройка и расширение. 1899—1902.
- Здание типографии Е. Тиле. Наб. Адмиралтейского канала, 17. 1900.
- Доходный дом. Дегтярный пер., 8-10. 1901—1902.
- Перекрытия зала заседаний Государственной думы и Екатериниского зала в Таврическом дворце[8]. Шпалерная, 47. 1910. При участии Н. В. Смирнова.
- Здание Елизаветинской богадельни. 3-я линия, 28-30. Перестройка. (1890—1891. Перестроено в 1904—1908 А. К. Гаммерштедтом)
- Жилой дом. Конногвардейский пер., 6. Перестройка (1898);
- Здание архива Министерства императорского двора на Шпалерной улице, 34 (дворовый корпус). Перестройка и расширение. (1899—1902);
- Жилой дом. Наб. Адмиралтейского канала (1900);
- Жилой дом на Шпалерной, 34. Перестройка и расширение.